# Tchaada
Tchaada ist ein Arrondissement im Departement Plateau im westafrikanischen Staat Benin. Es ist eine Verwaltungseinheit, die der Gerichtsbarkeit der Kommune Ifangni untersteht.

## Demografie und Verwaltung
Gemäß der Volkszählung 2013 des beninischen Statistikamtes INSAE hatte das Arrondissement 11.078 Einwohner, davon waren 5338 männlich und 5740 weiblich.
Von den 69 Dörfern und Quartieren der Kommune Ifangni entfallen acht auf Tchaada:
1. Agbodjèdo
2. Dessah
3. Kétou Gbécon
4. Kétoukpè
5. Ko-Anagodo
6. Mongba
7. Tamondo
8. Tchaada Centre